# Obelisc

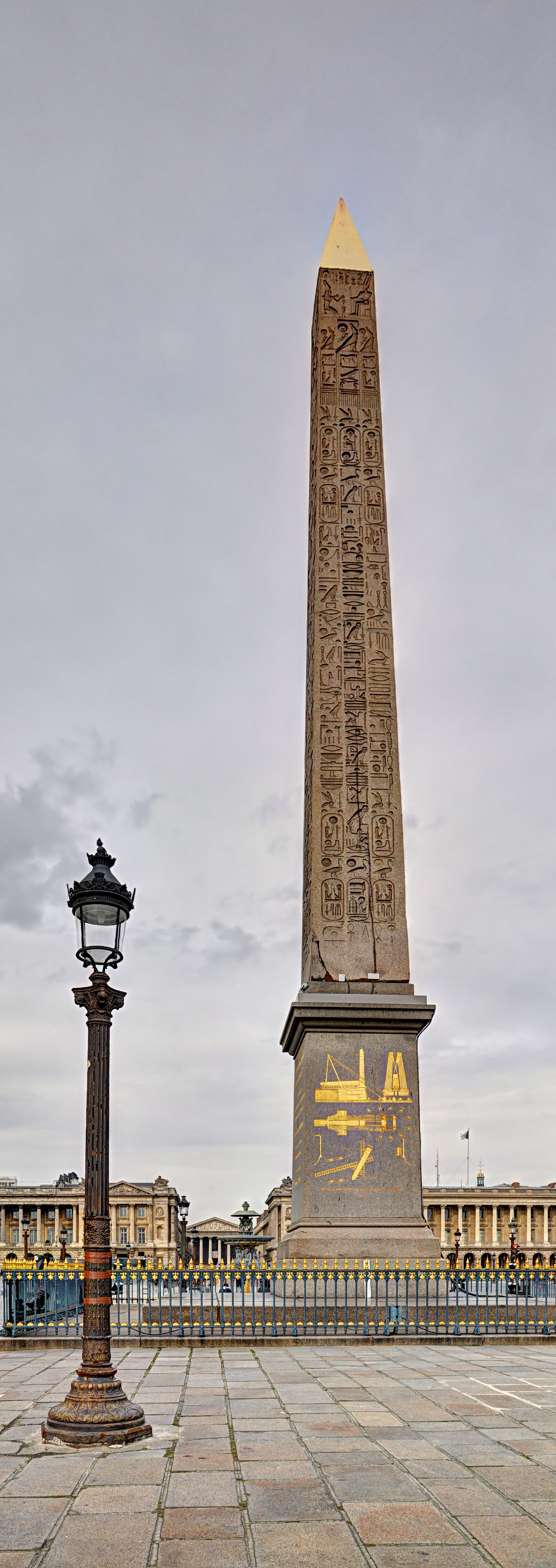
Unul dintre cele două obeliscuri din Luxor, în Place de la Concorde din Paris; o coloană monolitică de granit roșu, înaltă de 23 de metri, incluzând baza, care cântărește peste 250 de tone

Un obelisc (/obelisk/; pluraluri: obeliscuri; de la termenul grecesc antic: ὀβελίσκος obeliskos; diminutiv al lui ὀβελός obelos, „stâlp acuțit”) este un monument înalt, cu patru fețe și îngust, care se termină cu o piramidă în vârf. Inițial erau numite „tekhenu” de constructorii lor, egiptenii antici. Grecii care le-au văzut au folosit termenul grecesc „obeliskos” ca să le descrie, iar cuvântul a trecut în latină, apoi în franceză, și, în final, în română. Obeliscurile antice sunt monolitice; adică constau într-o singură bucată de piatră. Majoritatea obeliscurilor moderne sunt realizate din mai multe bucăți de piatră.

## Obeliscurile antice

### Cele egiptene

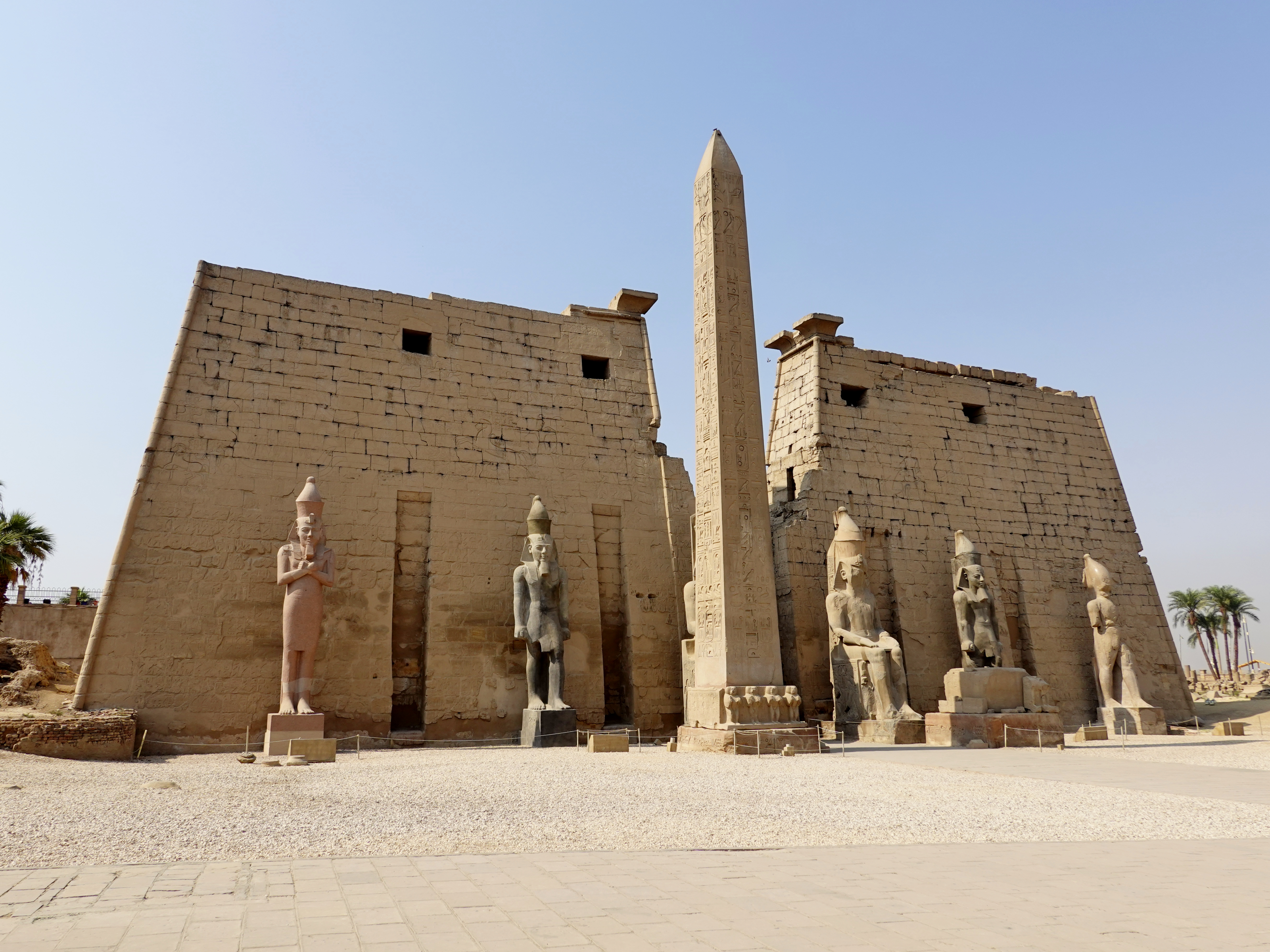
Pilon al Templului din Luxor cu obeliscul care a rămas (inițial două) în față. Celălalt e în Place de la Concorde din Paris

Obeliscurile au jucat un rol vital în religia egiptenilor antici și erau proeminente în arhitectura egipteană antică, fiind așezați în perechi la intrarea templelor.  Cuvântul „obelisc”, folosit în română, este de origine greacă și nu egipteană, pentru că Herodot, călătorul grec, a fost unul dintre primii scriitori clasici care le-a descris. Se știe că mai multe obeliscuri egiptene antice au supraviețuit, plus „Obeliscul neterminat” găsit parțial tăiat din cariera sa din Assuan. Obeliscurile astea sunt acum împrăștiate în toată lume și mai puțin de jumătate dintre ele rămân în Egipt.
Cel mai timpuriu obelisc de templu încă în poziție inițială este cel de 20.7 m și 120 de tone, de granit roșu al lui Senusret I din a XII-lea Dinastie, la Al-Matariyyah în Heliopolisul modern.
Obeliscurile îl simbolizau zeul soarelui Ra, iar în timpul reformării religioase a lui Akhenaton s-a spus că erau raze pietrificate ale lui Aton, o divinitate care personifica discul solar.
Egiptologul de la Universitatea din New York, Patricia Blackwell Gary, și redactorul principal al Astronomy Magazine, Richard Talcott, consideră că formele piramidelor egiptene antice și cele ale obeliscurilor provin din fenomene naturale asociate cu soarele (zeul soarelui Ra fiind cea mai mare zeitate a egiptenilor). Piramida și semnificația obeliscului au fost trecute cu vederea anterior, în special fenomenele astronomice legate de răsărit și apus, ca lumina zodiacală.

## Răspândirea unor obeliscuri egiptene
Obeliscuri originale egiptene se găsesc dispersate în mai multe țări ale lumii:
- Italia: 11 obeliscuri (Roma, Florența, Benevento, Urbino).
- Franța: 1 obelisc (Place de la Concorde, Paris).
- Marea Britanie: 4 obeliscuri (Londra, Kingston Lacy/Wimborne Minster, Durham).
- Germania: 1 obelisc (München).
- Turcia: 1 obelisc (Istanbul).
- SUA: 1 obelisc (New York).
- Israel: 1 obelisc (Caesarea Maritima).

### Obeliscurile egiptene din Roma
| Înălțimea | Greutatea | Numele      | Localizarea                      |
| --------- | --------- | ----------- | -------------------------------- |
| 34 m      | 0460 t    | Lateranense | Piazza San Giovanni (Lateran)    |
| 25 m      | ~326 t    | Vaticano    | Piazza San Pietro (Vatican)      |
| 23,84 m   | 0263 t    | Flaminio    | Piazza del Popolo                |
| 21,79 m   | ~214 t    | Solare      | Montecitorio                     |
| 06,34 m   | 0?        | Macuteo     | Piazza della Rotonda             |
| 06 m      | 0?        | Dogali      | Viale delle Terme di Diocleziano |
| 05,47 m   | 0~5 t     | Minerveo    | Piazza della Minerva             |
| 02,68 m   | 0?        | Matteiano   | Villa Celimontana                |

## Galerie de imagini

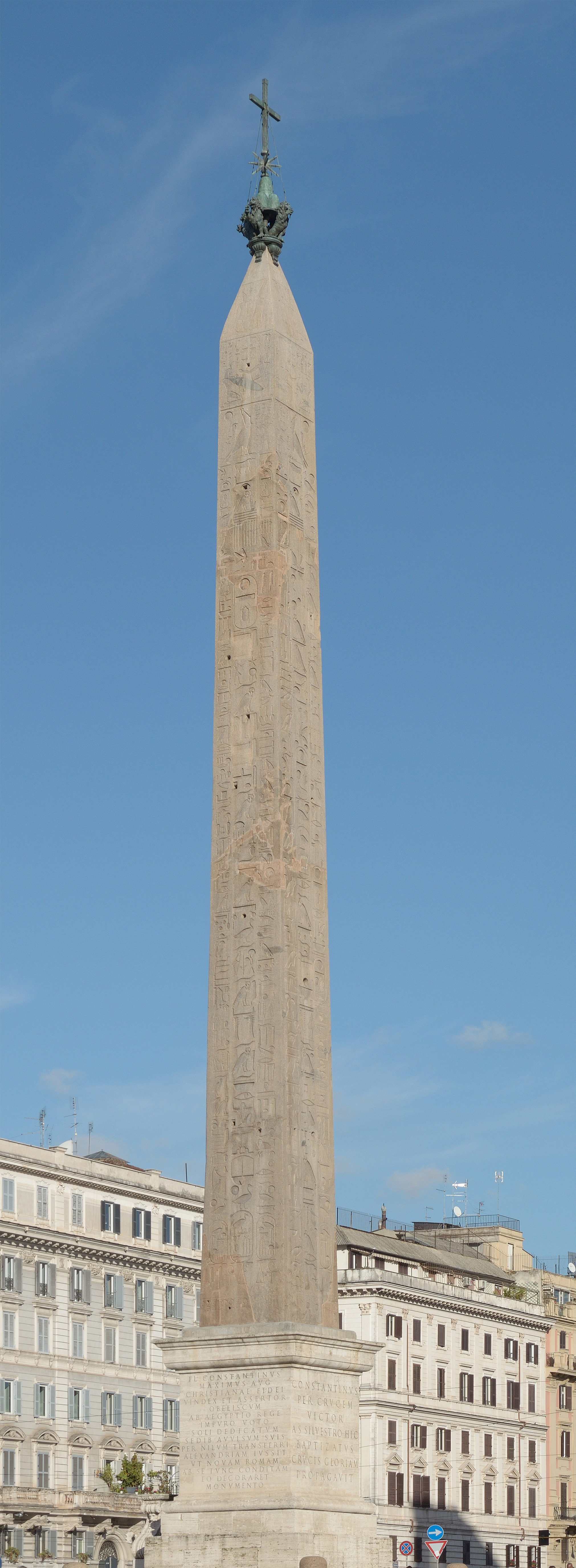
Obeliscul egiptean "Lateranense" din Piazza San Giovanni (Lateran, Roma)
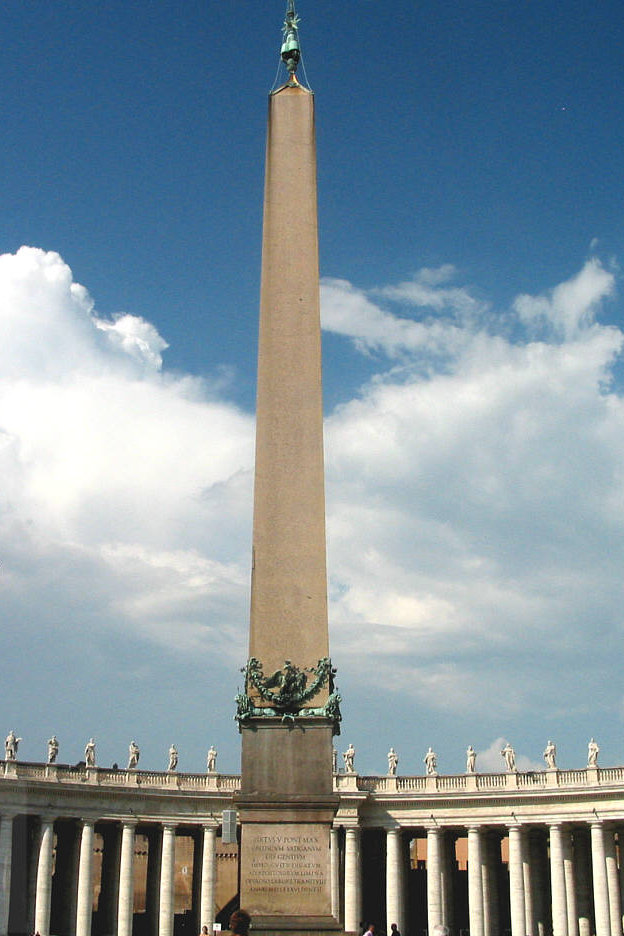
Obeliscul egiptean "Vaticano" din Piazza San Pietro (Vatican, Roma)
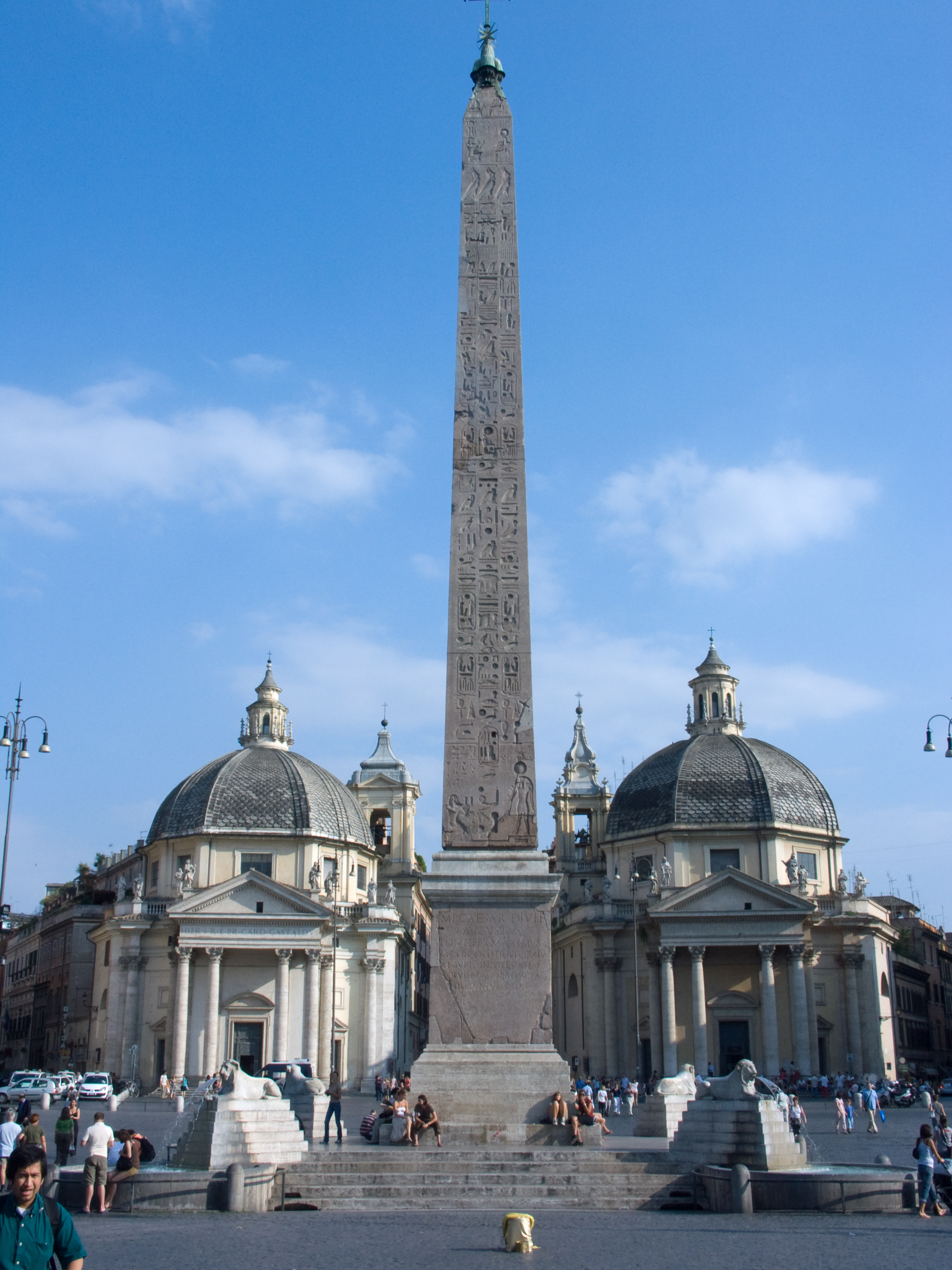
Obeliscul egiptean "Flaminio" din Piazza del Popolo (Roma)
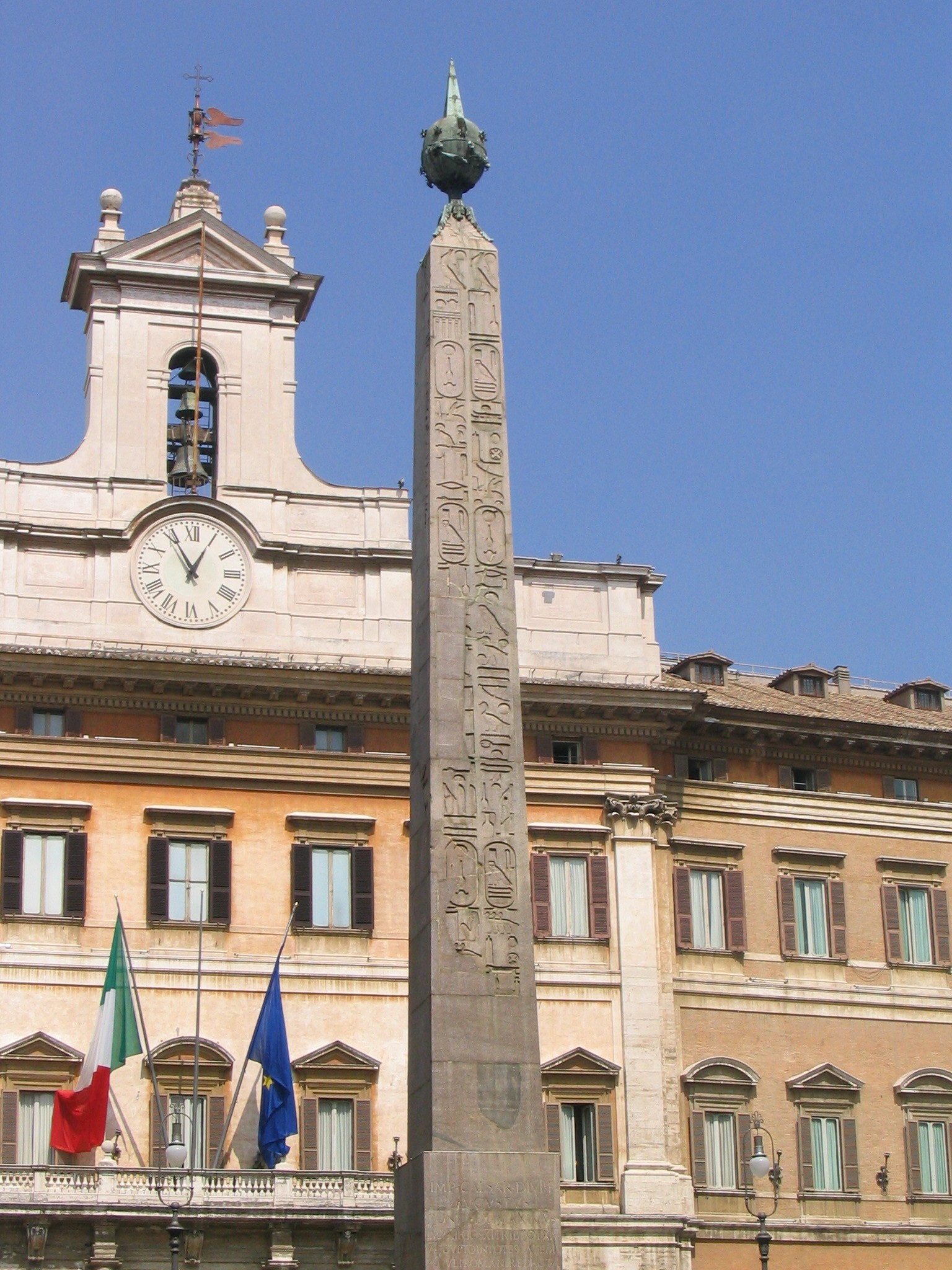
Obeliscul egiptean "Solare" din Montecitorio, Roma
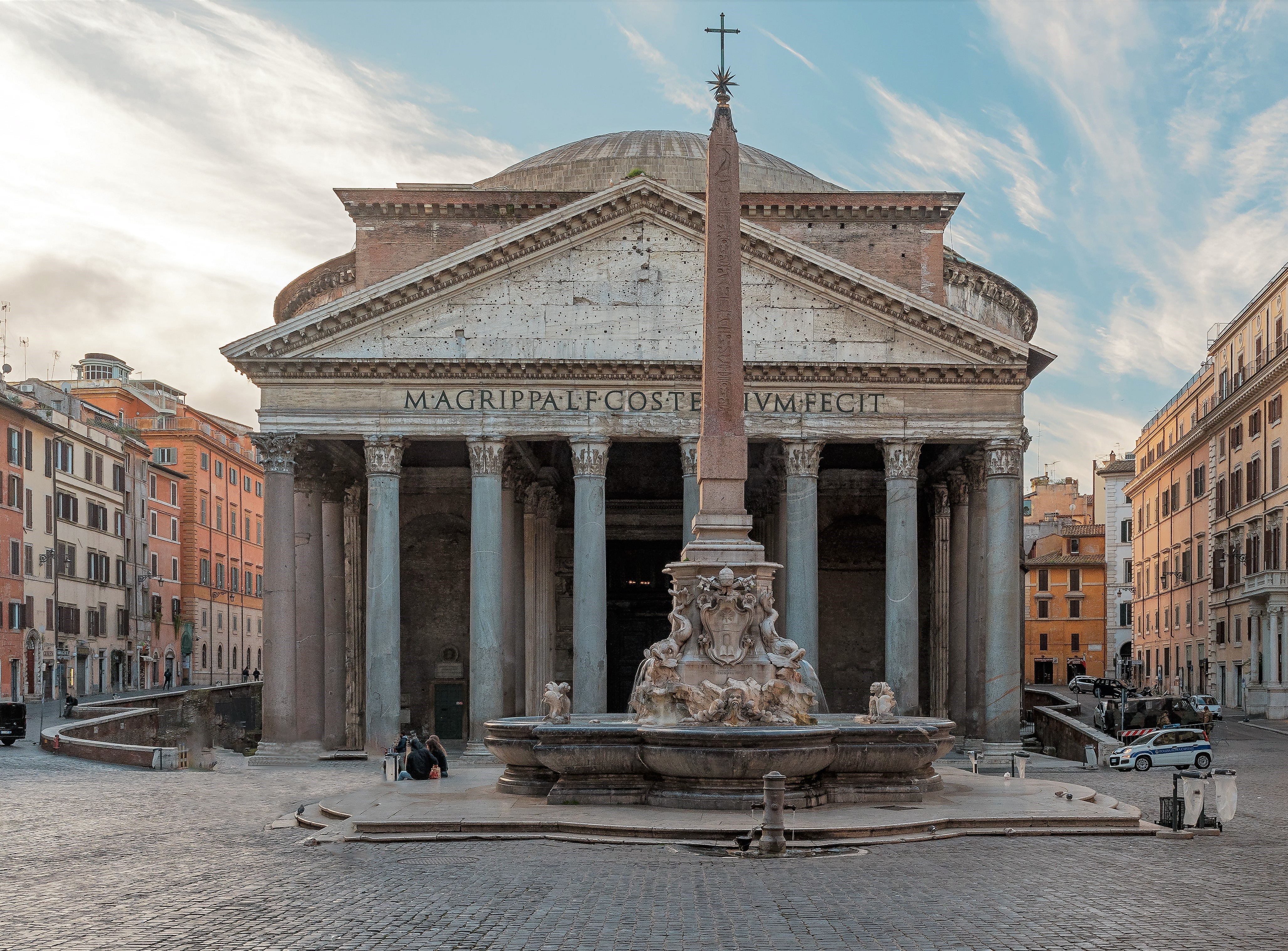
Obeliscul egiptean "Macuteo" din Piazza della Rotonda (Roma)
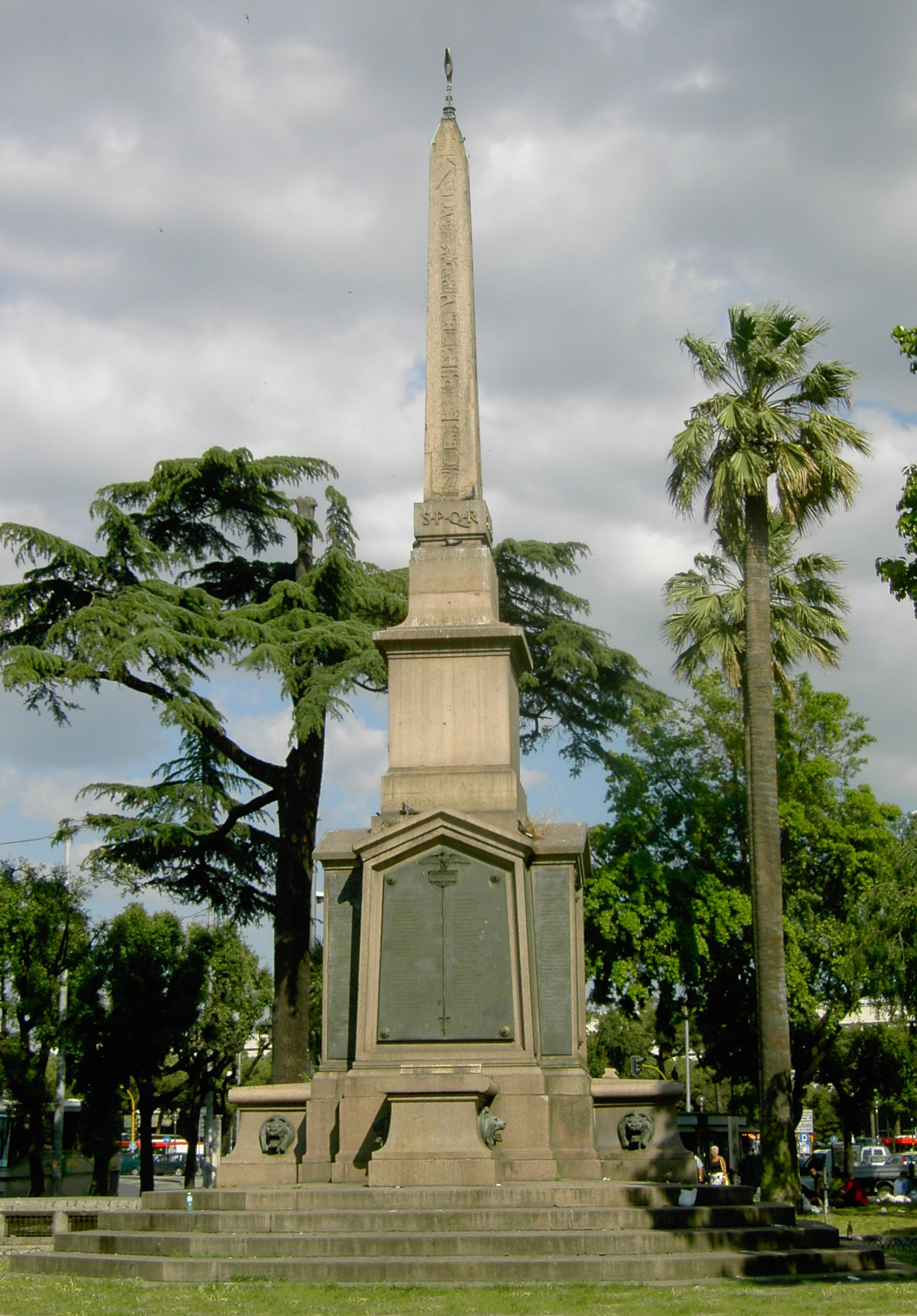
Obeliscul egiptean "Dogali" din Viale delle Terme di Diocleziano (Roma)
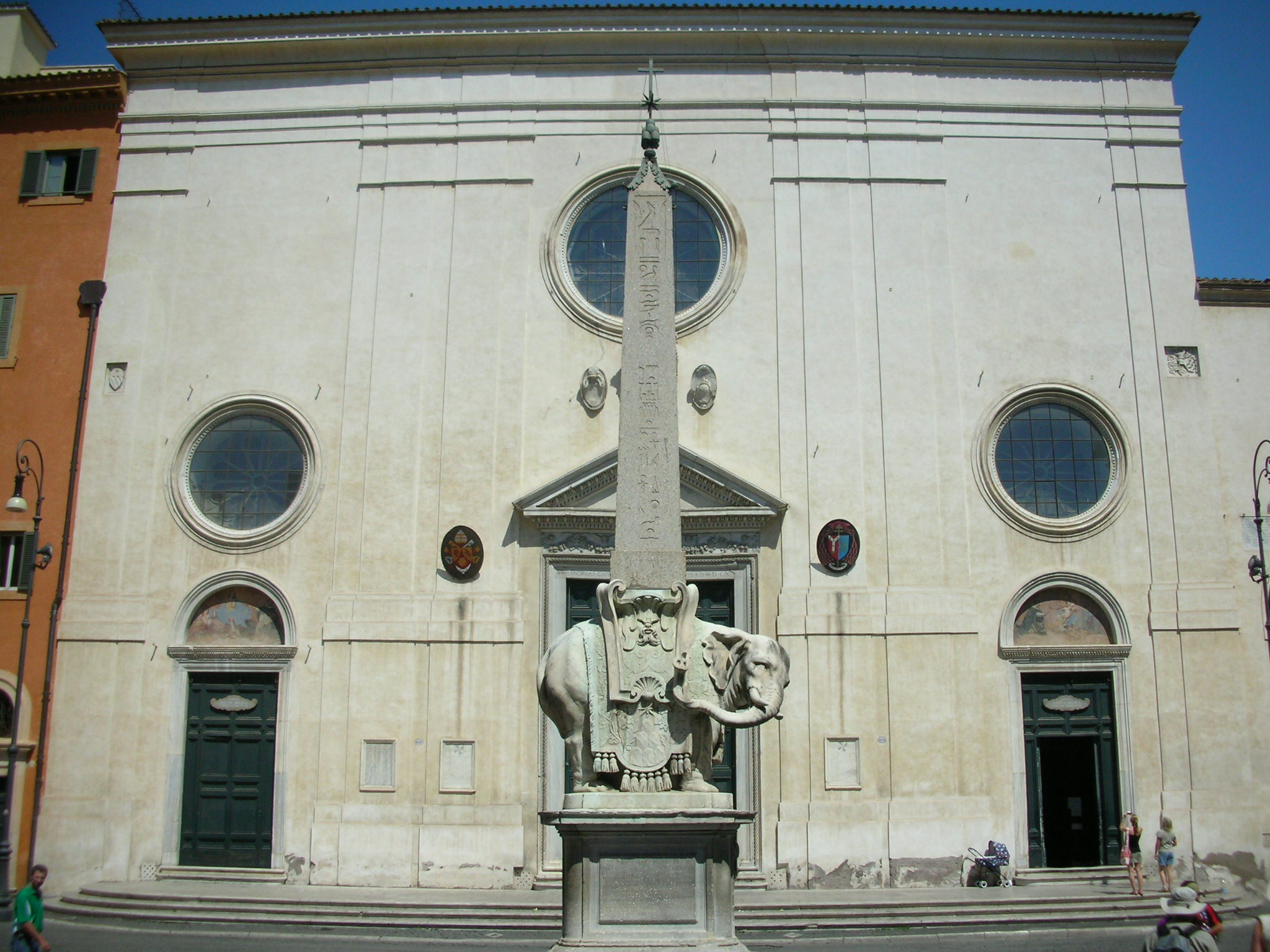
Obeliscul egiptean "Minerveo" din Piazza della Minerva (Roma)
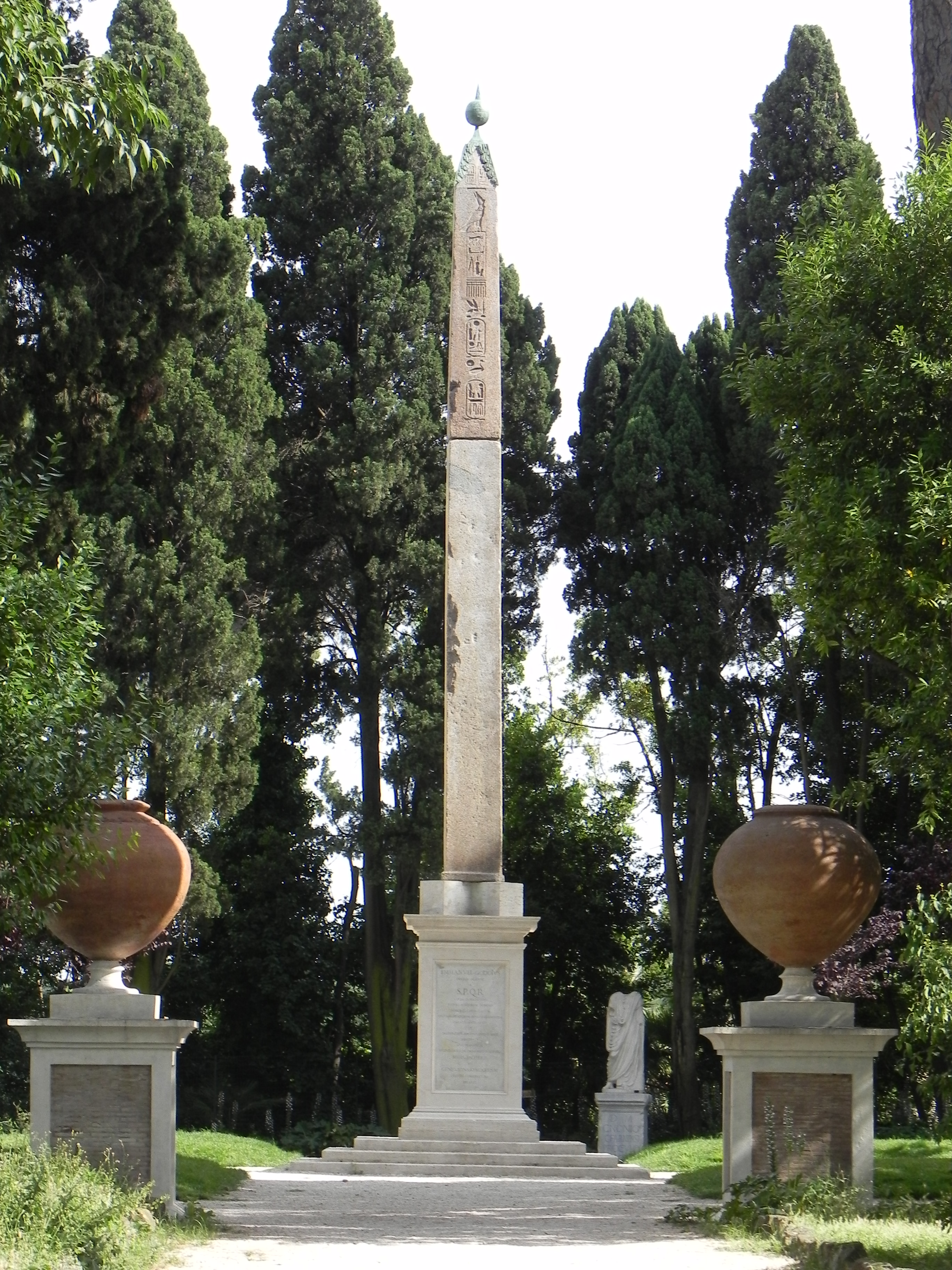
Obeliscul egiptean "Matteiano" din Villa Celimontana (Roma)
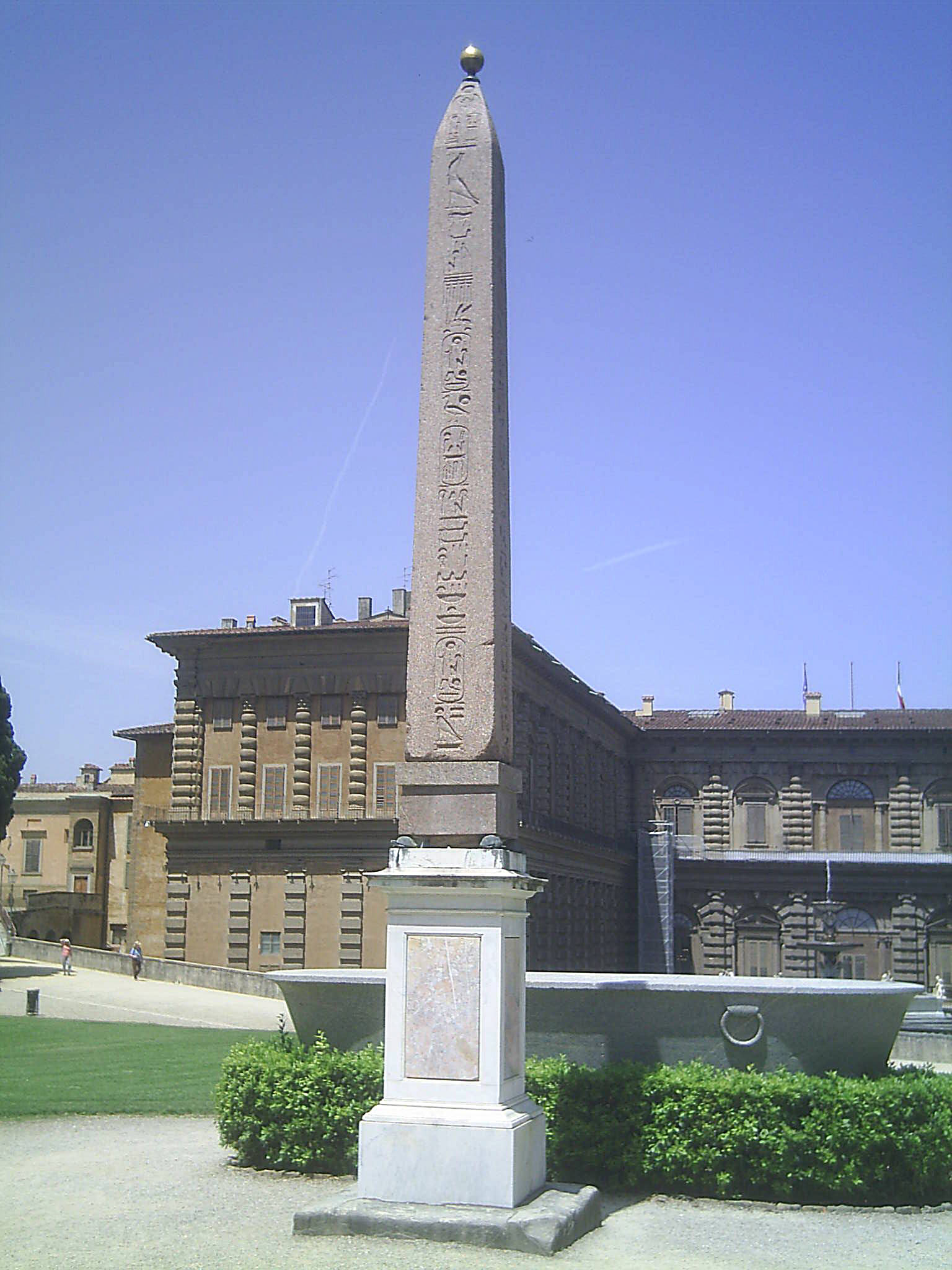
Obeliscul egiptean din "Grădinile Boboli" ale palatului Pitti (Florenţa)
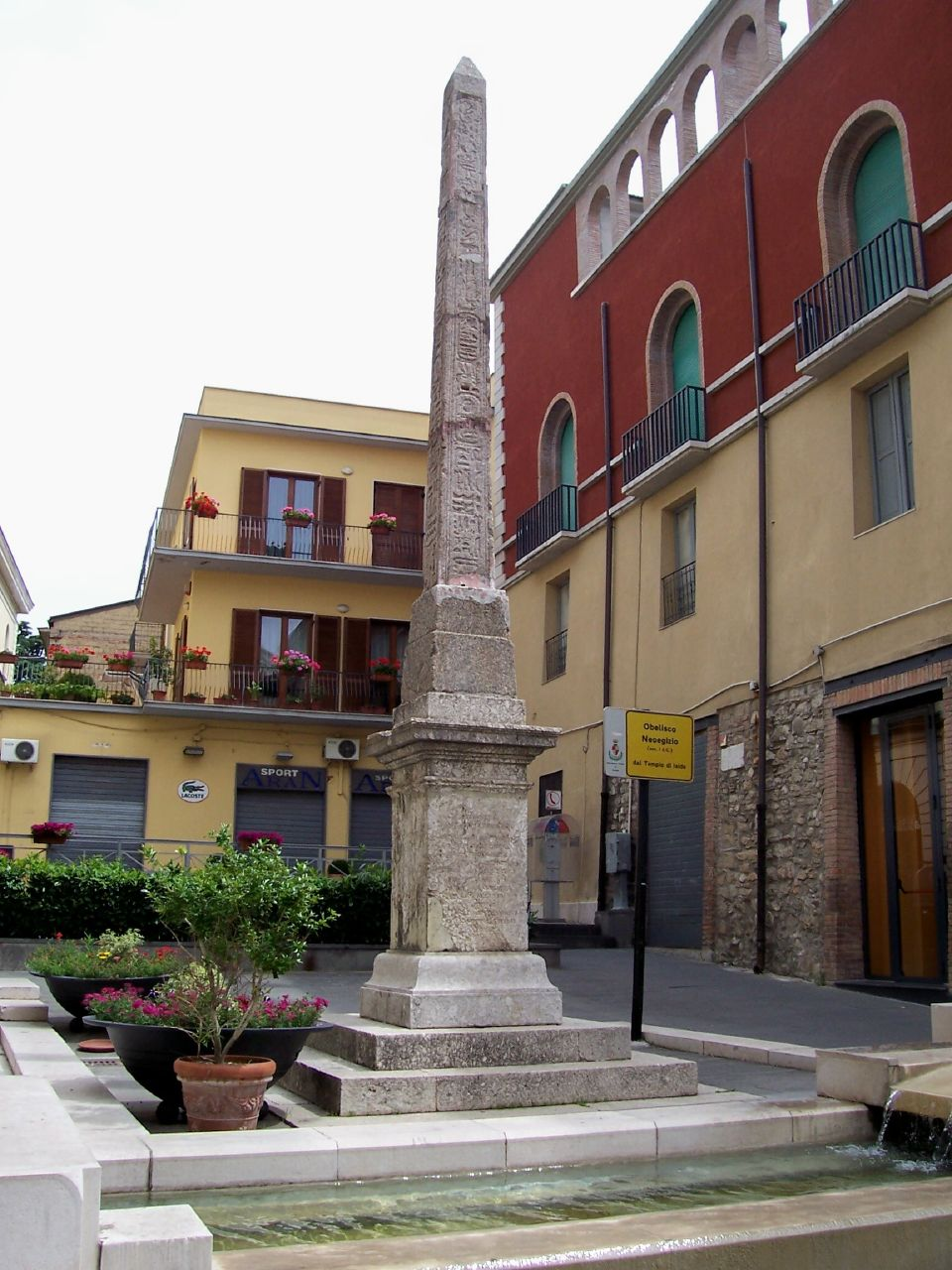
Obeliscul egiptean din Benevento (Italia)
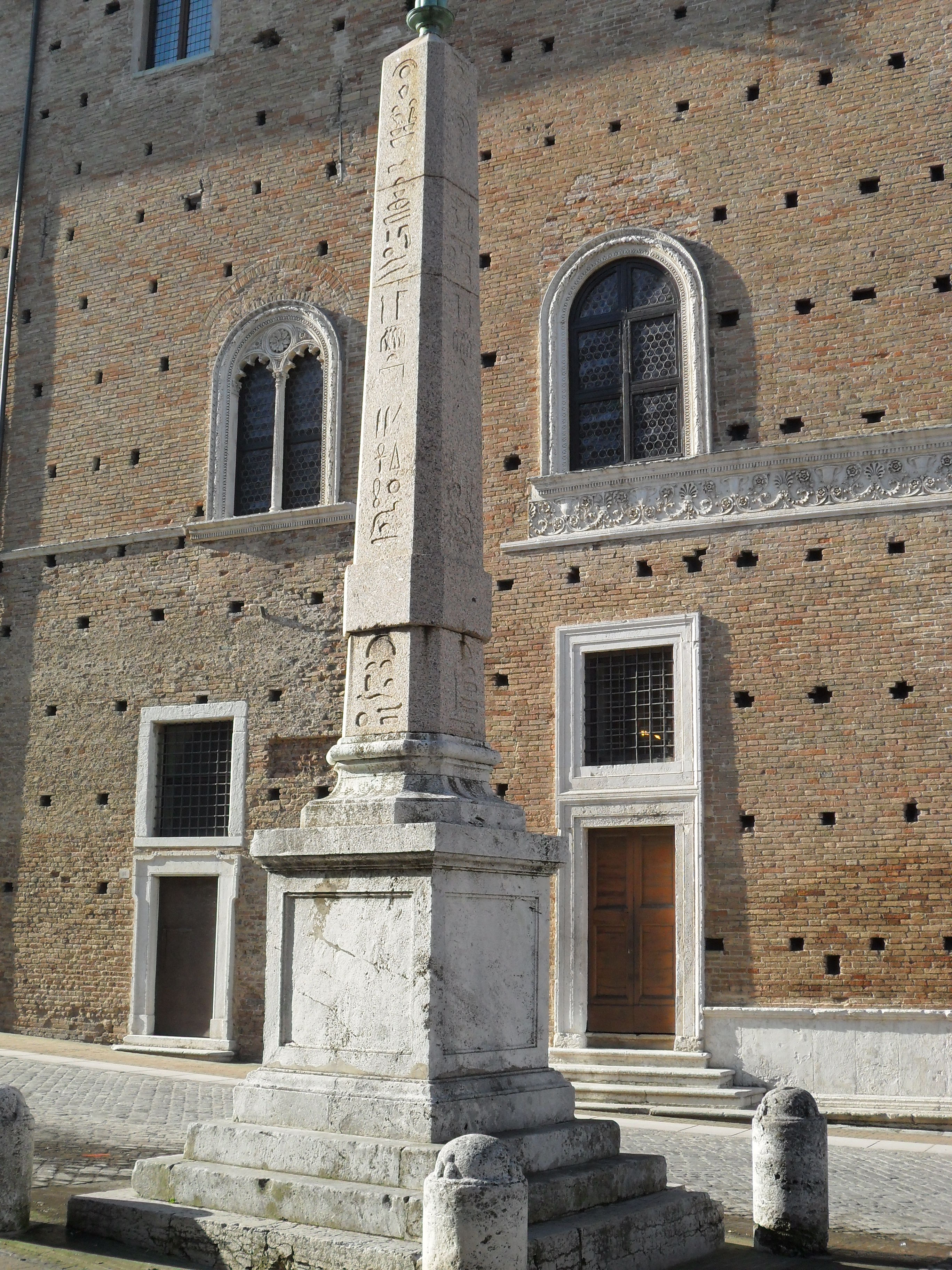
Obeliscul egiptean din Urbino (Italia)
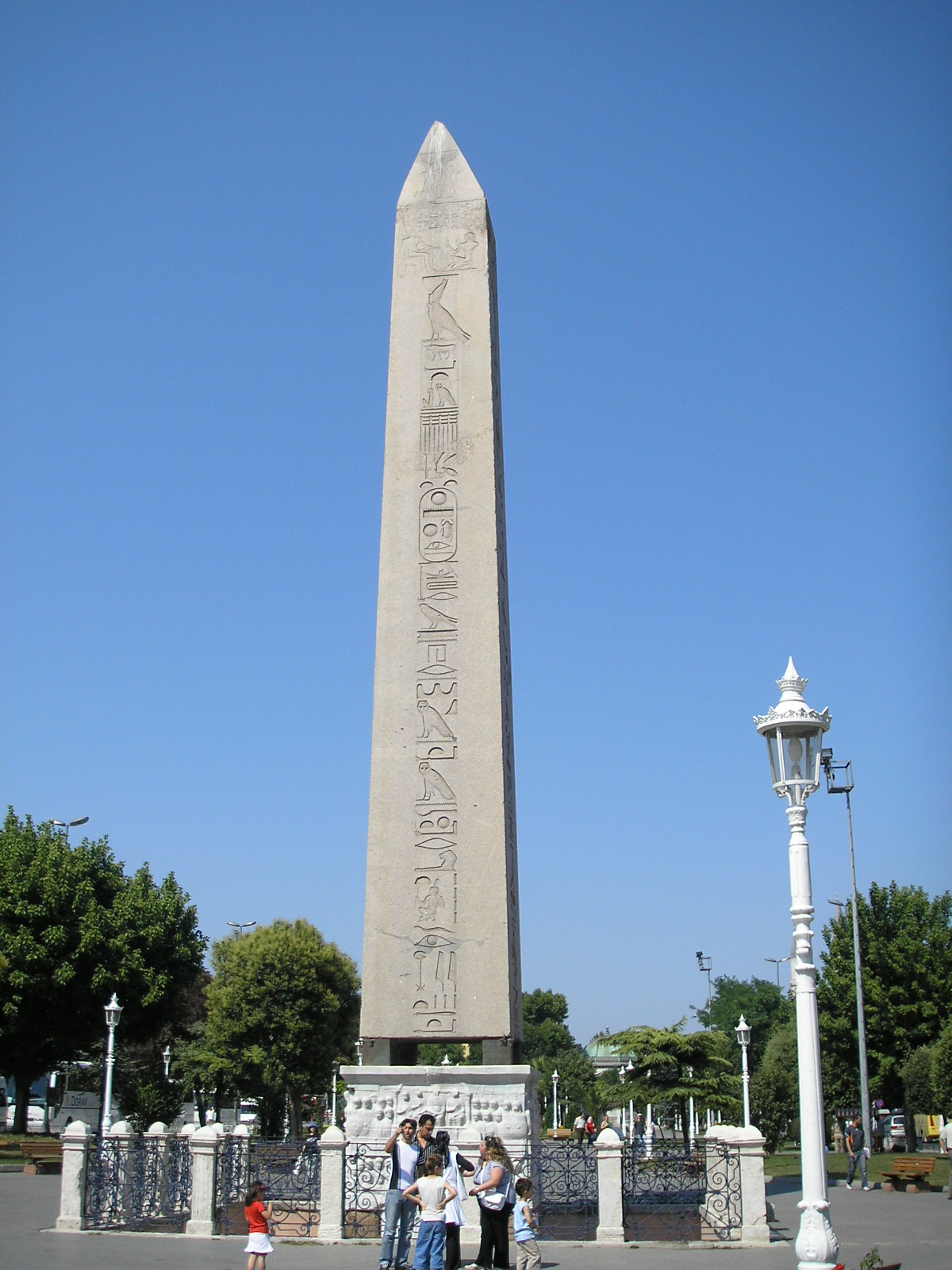
Obeliscul egiptean Tutmes al III-lea în hipodromul din Istanbul (Turcia)
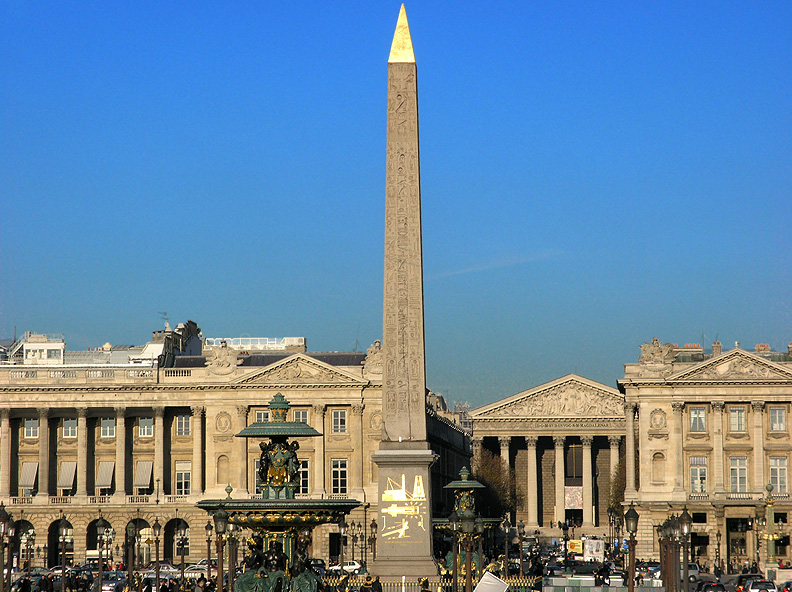
Obeliscul egiptean din Luxor (Place de la Concorde, Paris)
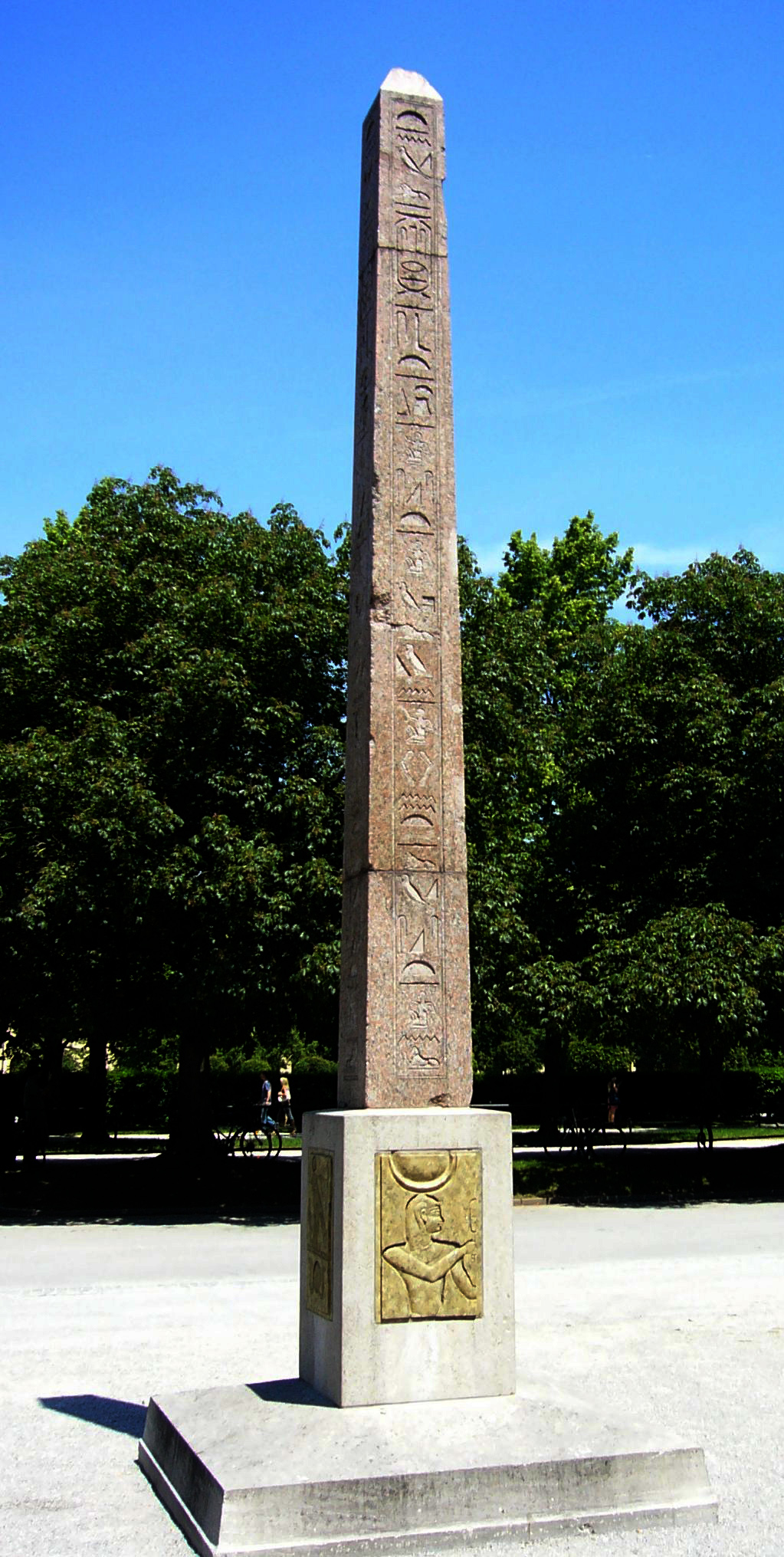
Obeliscul egiptean din München (Ägyptisches Museum) (numai partea mediană a obeliscului este originală)
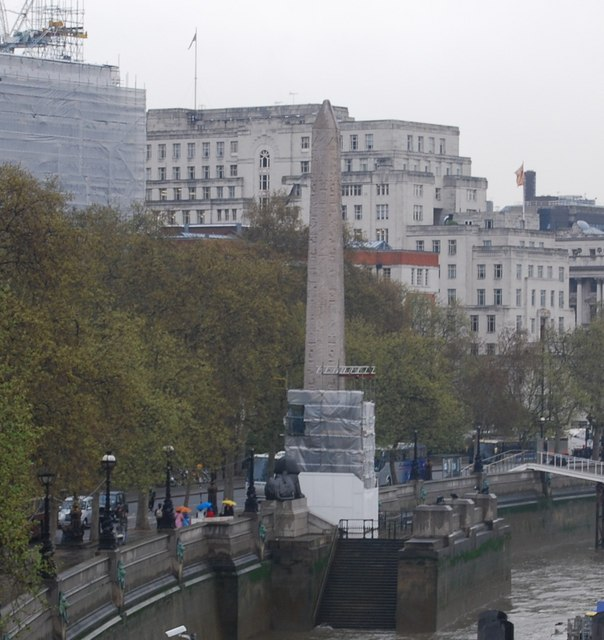
Obeliscul egiptean "Acul Cleopatrei" ("Cleopatra's Needle") de pe malul Tamisei în Londra
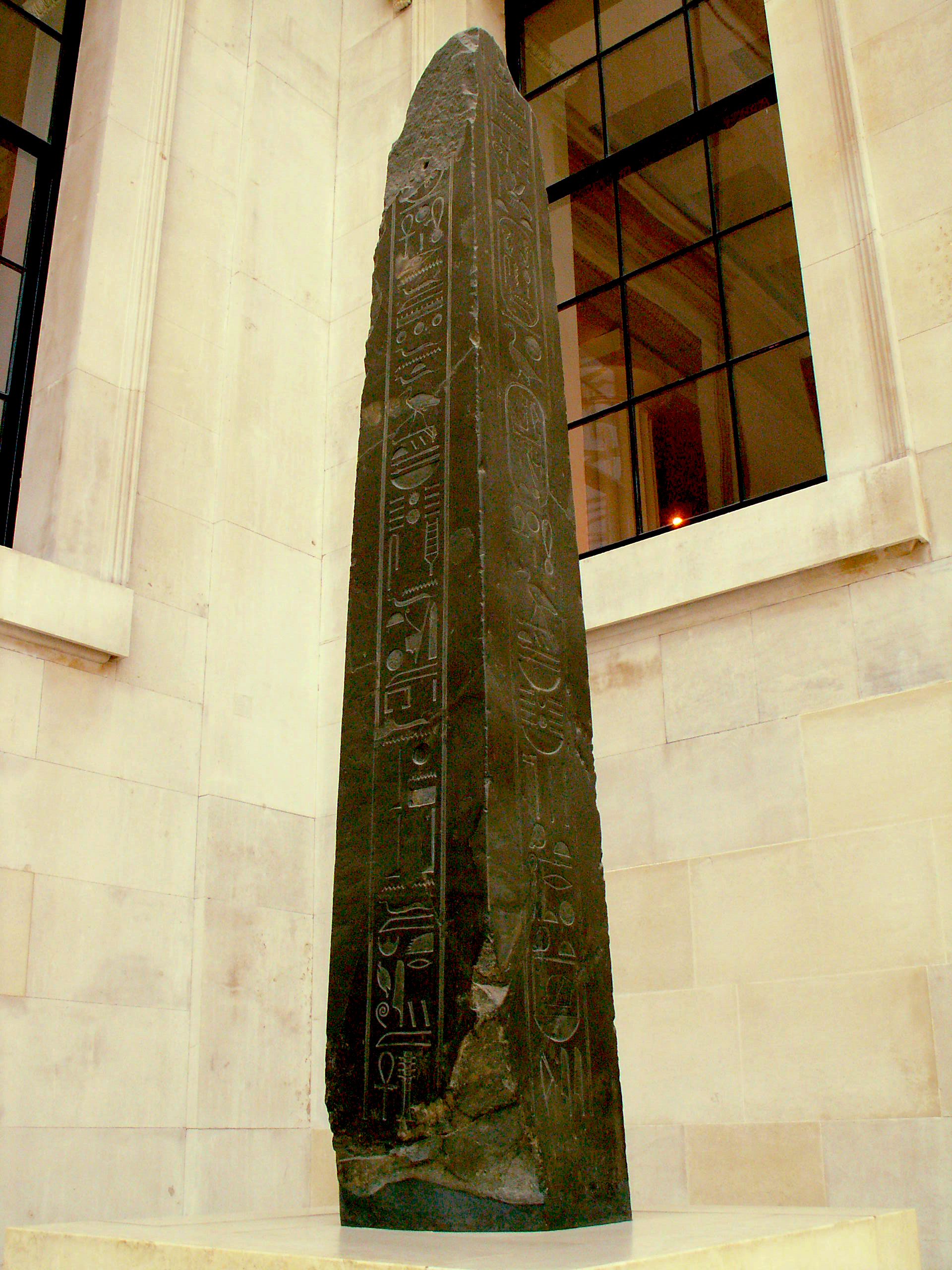
Obeliscul egiptean Nectanebo II (Nakhthorheb) de la British Museum (Londra)
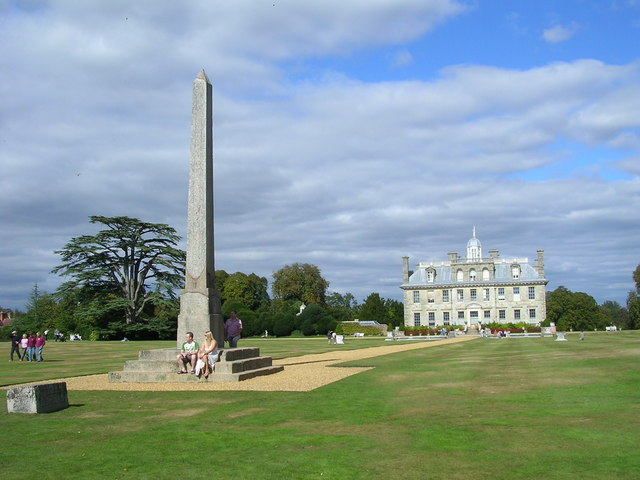
Obeliscul egiptean din perioada Dinastiei Ptolemeice situat lângă Kingston Lacy House (Wimborne Minster, Dorset, Marea Britanie)
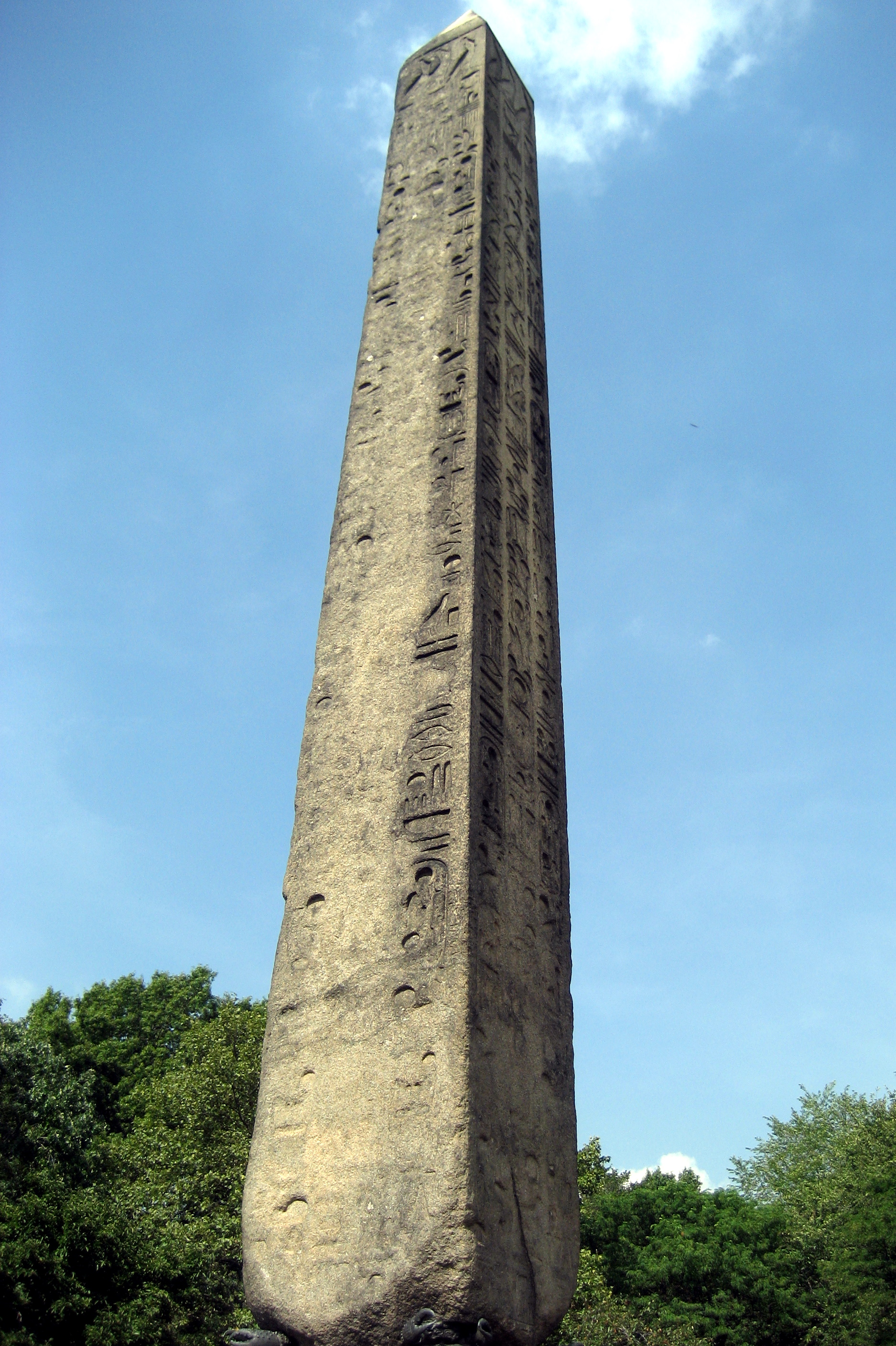
Obeliscul egiptean "Acul Cleopatrei" ("Cleopatra's Needle") din Central Park (New York)
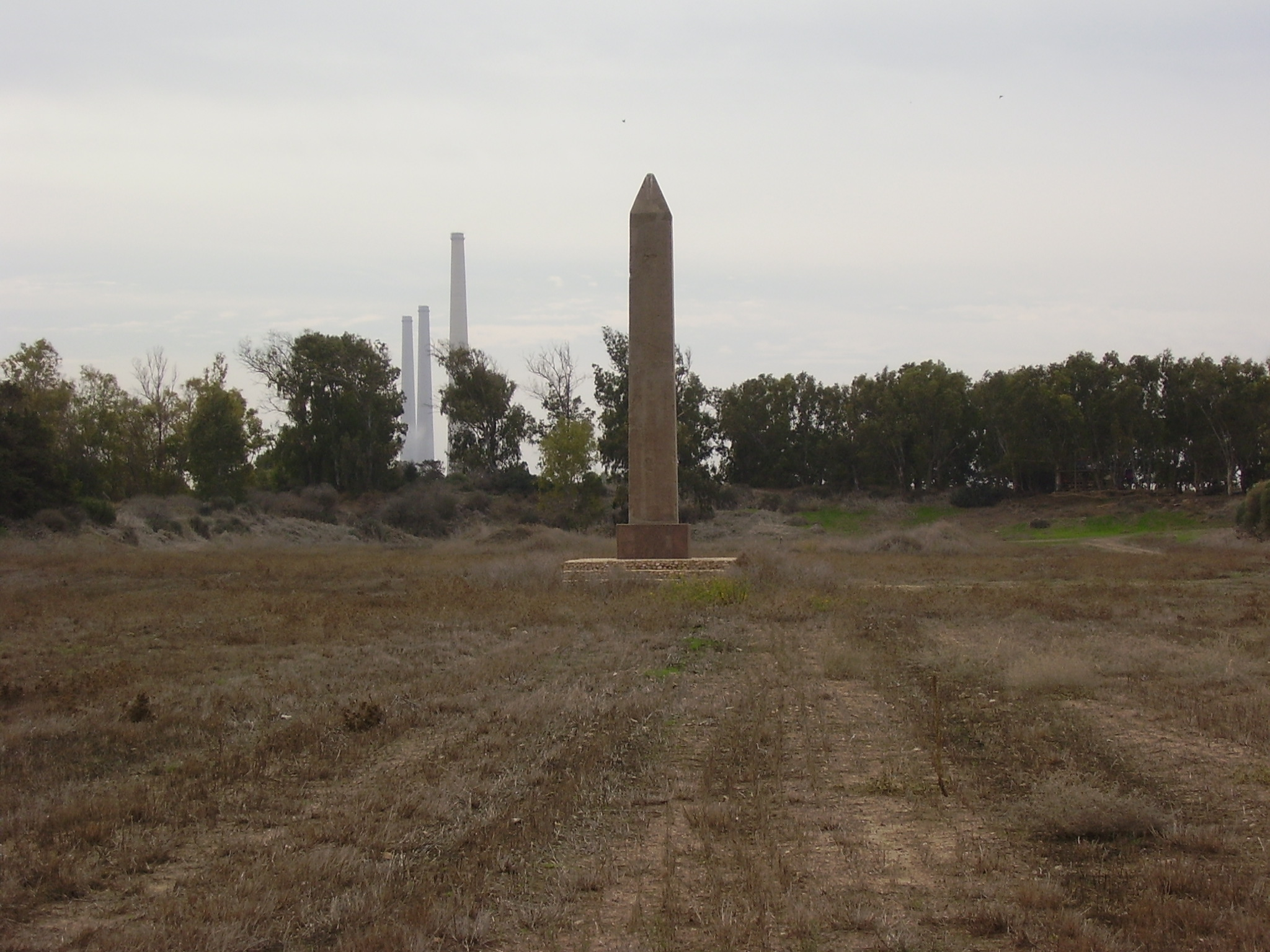
Obelisc egiptean (în fostul hipodrom din portul Caesarea Maritima, Israel)
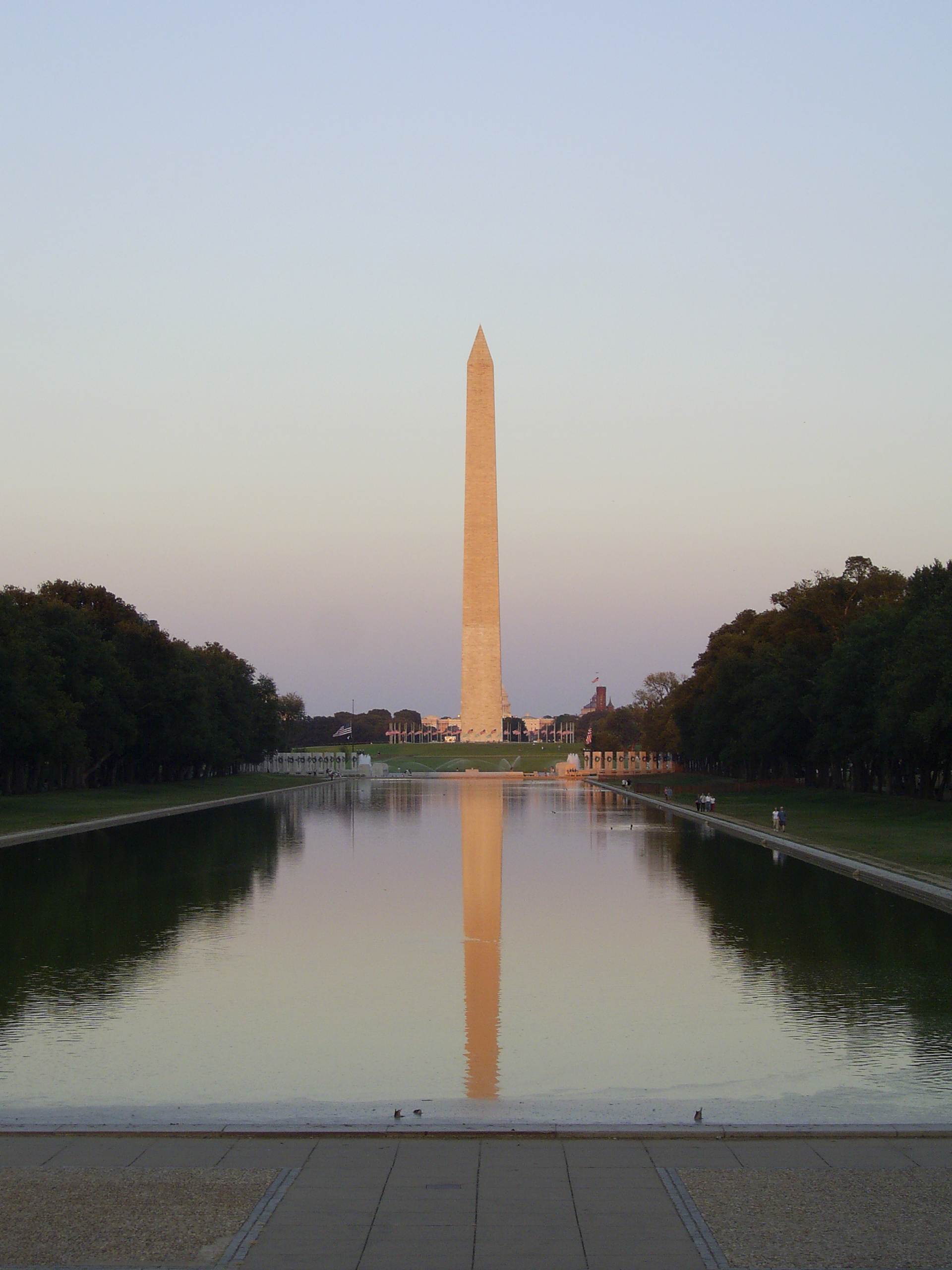
"Washington Monument" (1848-84), obelisc din Washington (SUA)
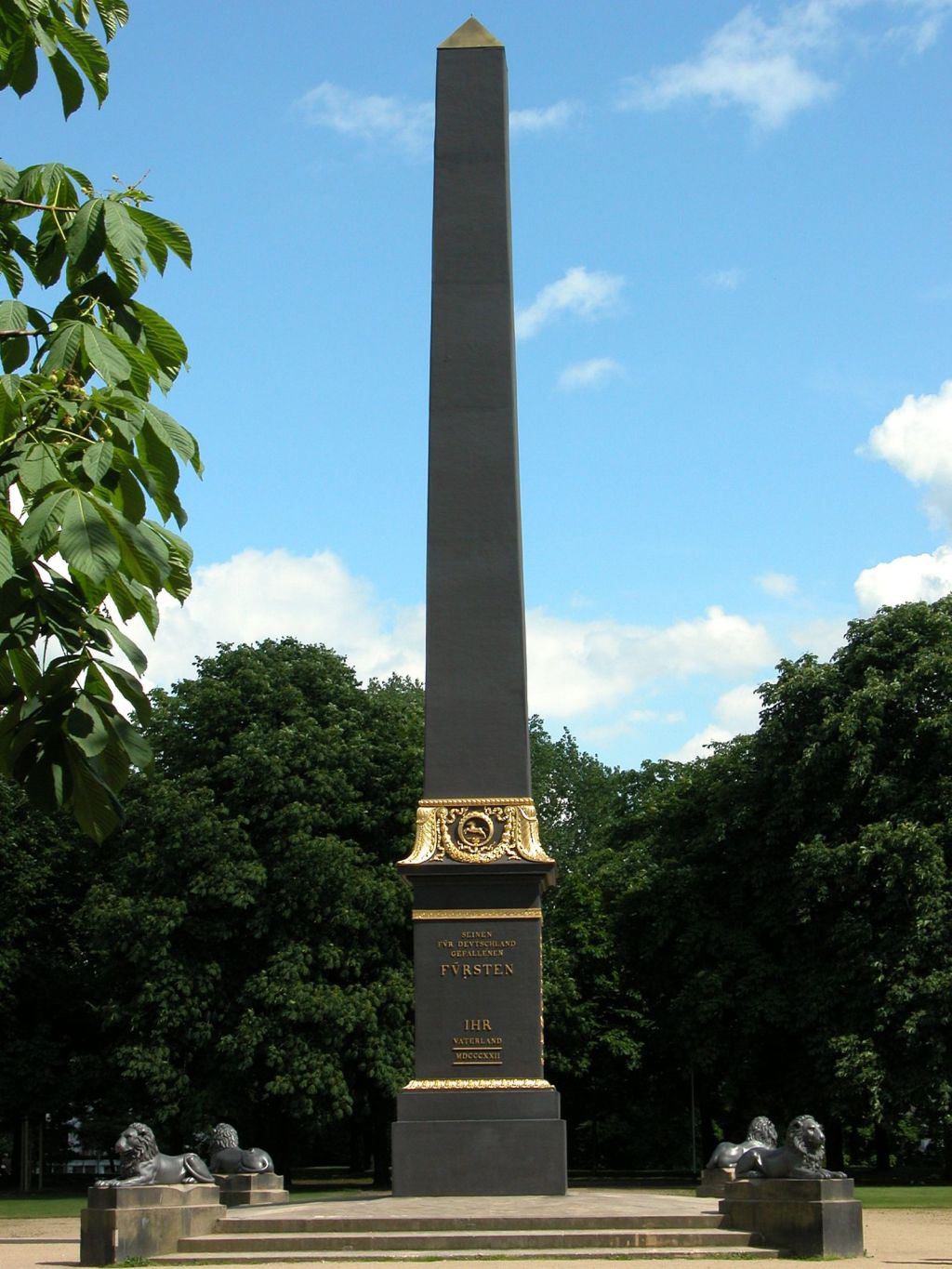
Obelisc din Braunschweig (Germania)
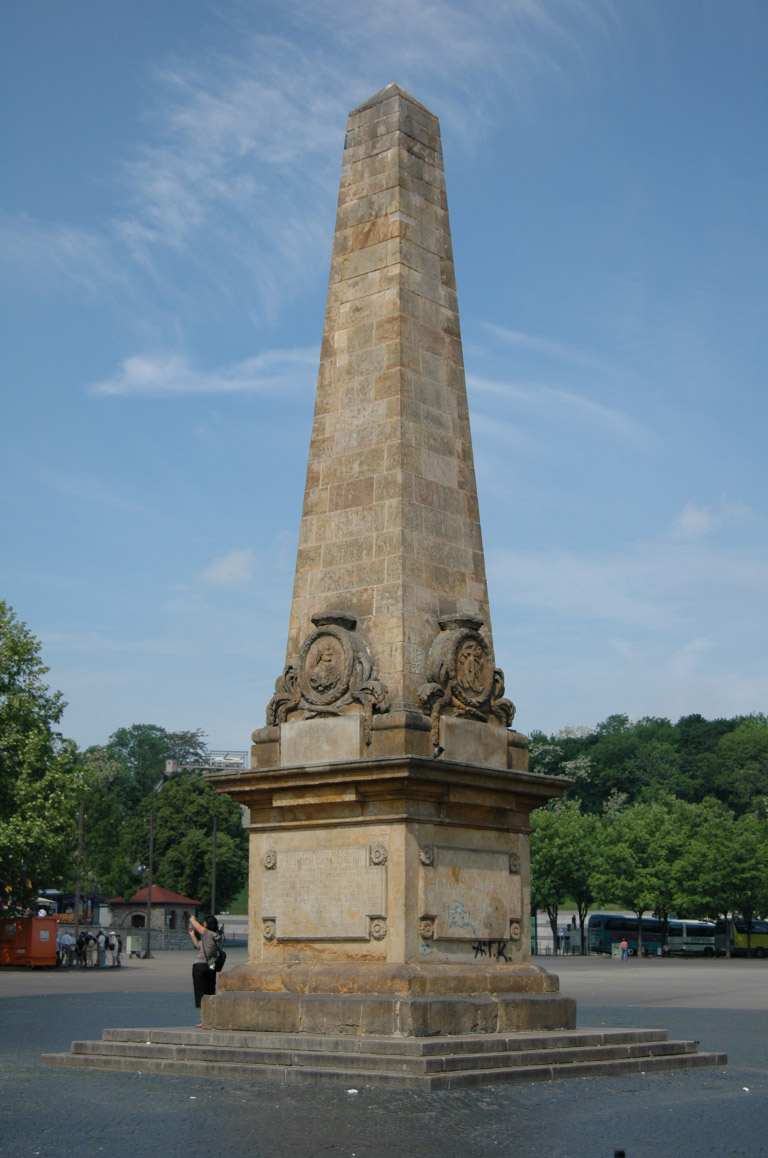
Obelisc din Erfurt (Germania)
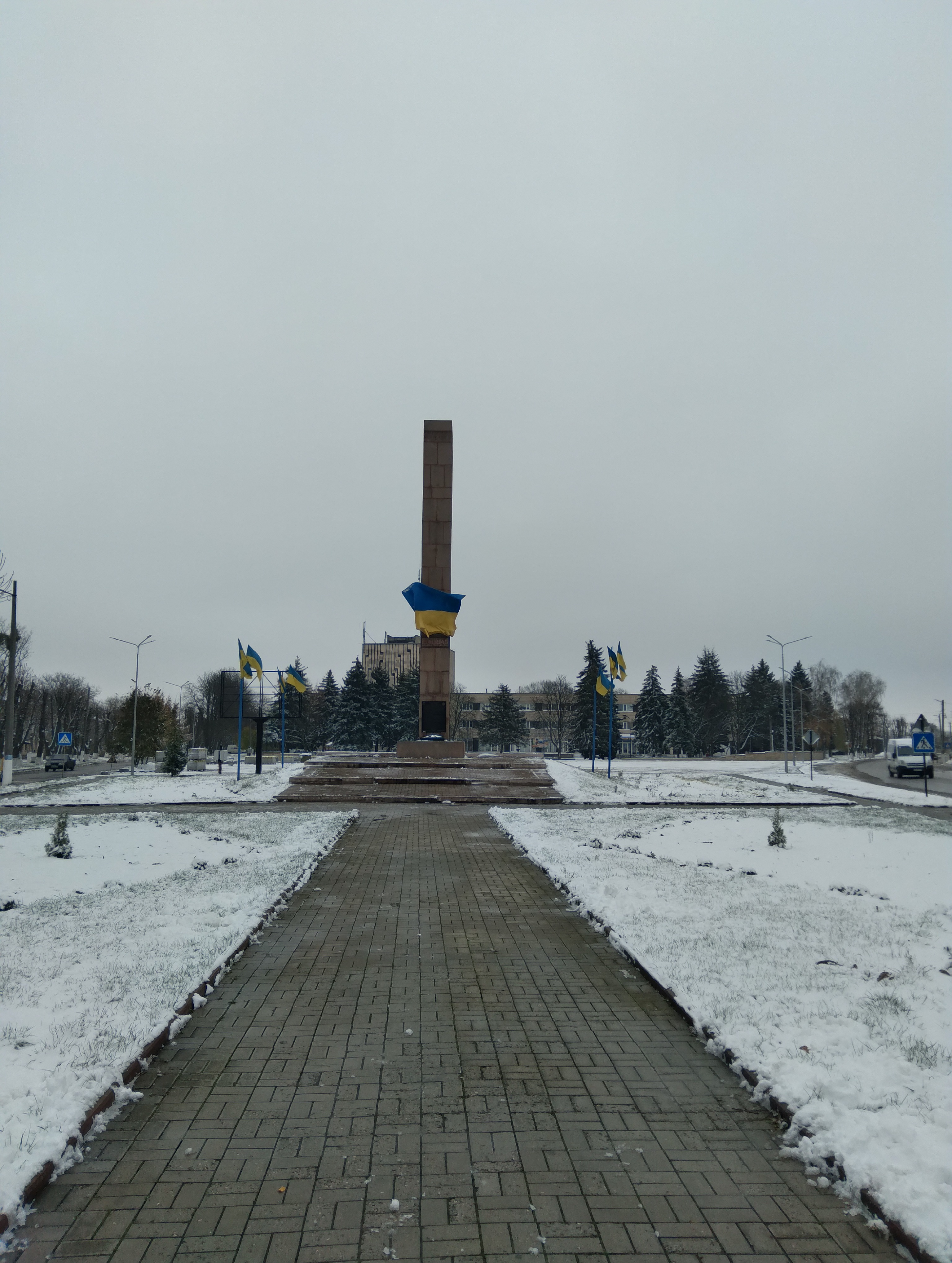
Obeliscul Gloriei în orașul Znameanka (Ucraina)